# Sarkom
Sarkom (angl. sarcoma, z lat. sarcoma a to z řec. σάρξ sarx maso) je jakýkoli zhoubný nádor pojivové tkáně. Na rozdíl od karcinomu, který je zhoubným nádorem epitelu, je sarkom nádorem podpůrných tkání. Sarkomy představují méně než 1 % všech nádorových onemocnění. Dvě hlavní skupiny sarkomů jsou sarkomy kostí a chrupavek a sarkomy měkkých tkání. Jen sarkomů měkkých tkání je přes 100 druhů.
Sarkoid je útvar podobný sarkomu, který má ale tendenci ke spontánní regresi.

## Některé typy sarkomů
podle napadené tkáně
- fibrosarkom – vazivo
- chondrosarkom – chrupavky
- osteosarkom – kost
- myosarkom – hladké svalstvo

podle původce
- Kaposiho sarkom

## Osteosarkom u dinosaurů
V srpnu 2020 byla publikována studie o objevu zhoubného kostního nádoru (osteosarkomu) u rohatého dinosaura rodu Centrosaurus ze souvrství Dinosaur Park (stáří 77 až 75,5 milionu let).